# Arnošt Grmela
Arnošt Grmela (28. března? 1940 Praha – 23. března 2020 Ostrava) byl český hydrogeolog, autor publikací a článků z geologie a hydrogeologie. Bývalý předseda České asociace hydrogeologů (ČAH). Vysokoškolský pedagog, který téměř padesát let vyučoval na Vysoké škole báňské (VŠB) v Ostravě. Za celoživotní přínos hydrogeologii obdržel v roce 2014 Cenu Oty Hynie.

## Život
Arnošt Grmela se narodil 28. března? 1940 v Praze a byl pokřtěn jako Jan Antonín. Absolvoval studium na Vysoké škole báňské (VŠB) – obor Důlní měřictví a geodézie. V letech 1962 až 1972 pracoval na hlubinném dole v Ostravě (Velkodůl Stalin = Důl Rudý říjen = Důl Svoboda = Důl Rudý říjen = Důl Heřmanice) a to nejprve jako samostatný důlní měřič, později pak ve funkci hlavního geologa podniku a nakonec coby vedoucí oddělení důlního měřiče a geologa. Na Katedru geologie a mineralogie (dnes Institut geologického inženýrství Hornicko–geologické fakulty VŠB – Technické univerzity Ostrava) nastoupil v roce 1978. Během jeho téměř 50 let trvajícího pedagogického působení mu prošlo rukama mnoho studentů, bakalářů, inženýrů a doktorandů. Vyučoval nejen Čechy a Slováky, ale i polské studenty.

### Kariéra
Během svého života se vypracoval na habilitovaného docenta v oboru hydrogeologie. Od roku 2008 byl vedoucím Ústavu hydrogeologie a inženýrské geologie. Od roku 2009 byl zařazen jako vědecko–výzkumný pracovník v Institutu geologického inženýrství. Od roku 2002 byl pedagogem a členem vědecké rady Akademie Technicko–Humanistické v polském Bielsku–Biała. Arnošt Grmela byl hlavním řešitelem mnoha zahraničních i tuzemských výzkumných projektů.

### Odborná orientace
Během své odborné kariéry se věnoval následující problematice:
- aplikace matematických metod v geologii (hydrogeologii, hydrogeochemii, důlní hydrogeologii);
- řešení ochrany podzemních a povrchových vod;
- kvantifikace produkce a vývoje kvality důlních vod;
- ochrana hydrosféry životního prostředí při otvírce, těžbě a likvidaci hornické činnosti;
- aplikace druhotných surovin při likvidaci dolů;
- anomální jevy a projevy nestability v důsledku vlivů podzemních a důlních vod.[5]

### Členství v institucích
Arnošt Grmela byl členem International Association of Hydrogeologists (IAH) (česky: Mezinárodní asociace hydrogeologů). Až do roku 2009 zastával funkci místopředsedy České asociace hydrogeologů (ČAH). Byl také členem International Decade for Natural Disaster Reduction (IDNDR) (volně česky přeloženo: Mezinárodní program pro snižování následků přírodních katastrof) a byl logicky i členem Regionálního výboru pro omezování následků katastrof (RV ONK).
Působil dlouhá léta jako soudní znalec v oboru geologie – hydrogeologie; byl také odborným garantem Ministerstva životního prostředí České republiky (MŽP ČR) pro ověřování odborné způsobilosti v oboru geologických prací. Na Přírodovědecké fakultě Masarykovy univerzity v Brně byl členem oborové rady geologie.

### Publikační činnost
Arnošt Grmela byl autorem či spoluautorem minimálně 6 monografií, 4 učebnic, 21 vysokoškolských skript, 50 článků v odborných časopisech, 83 článků na konferencích v zahraničí a 61 článků na národních konferencích. Byl také zpracovatelem 61 odborných zpráv a expertíz určených pro podniky. Z jeho soudní znalecké praxe vzešlo přes 151 znaleckých posudků.

### Ocenění
V roce 2000 obdržel za odbornou, pracovní a pedagogickou činnost Medaili Vysoké školy báňské – Technické univerzity Ostrava. V roce 2005 za rozvoj hydrogeologie dostal Arnošt Grmela Medaili Slovenské asociácie hydrogeológov (SAH). Za celoživotní přínos hydrogeologii obdržel v roce 2014 Cenu Oty Hynie.

### Závěr
Arnošt Grmela zemřel ve věku nedožitých 80 let 23. března 2020 v Ostravě.